# Élimée

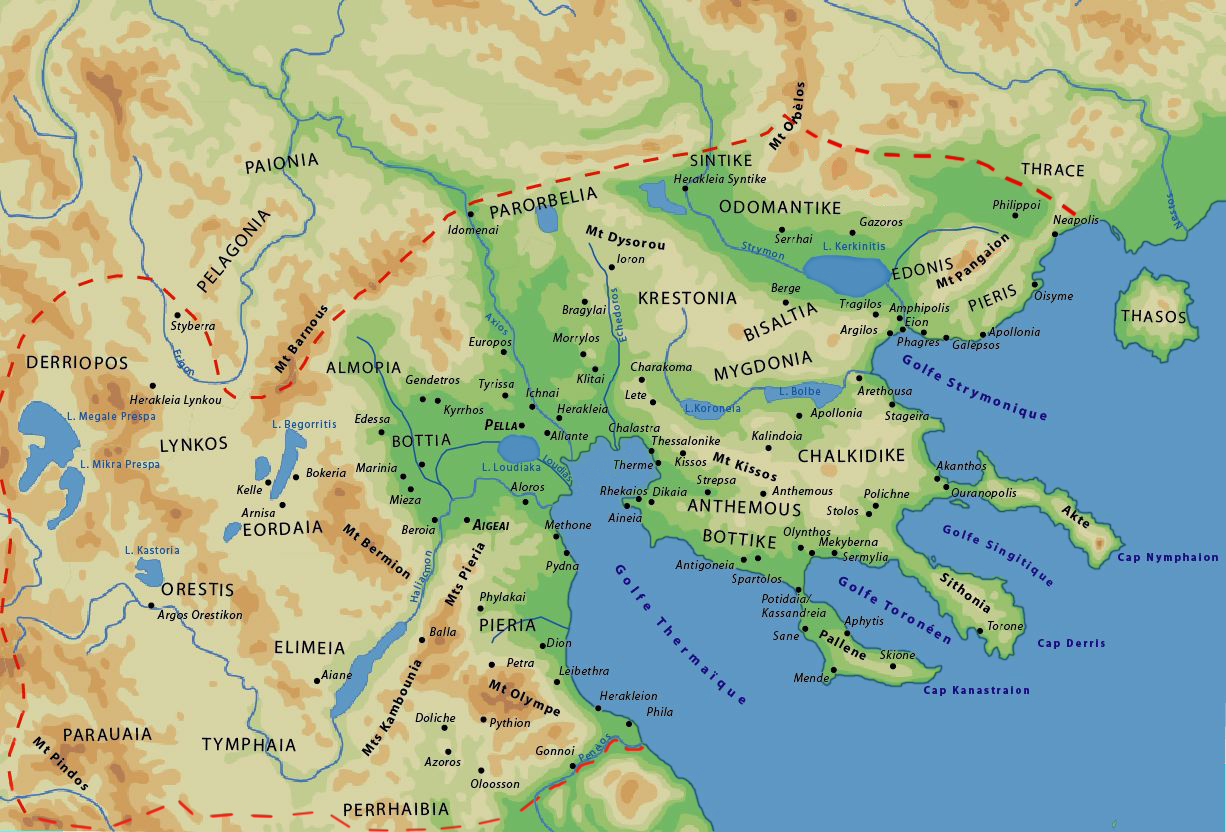
Carte du Royaume de Macédoine avec l'Élimée au sud-ouest.

L’Élimée ou Élimiotis ou Élimiotide (en grec ancien Ἐλιμία ou Ἐλίμεια  / Elimía ou Elimeia) est une région de Macédoine antique.

## Géographie et histoire
Située le long de l'Aliakmon en Haute-Macédoine, l’Élimée est comprise entre la Thessalie au sud, la Piérie à l'est, l'Épire à l'ouest et l'Orestide au nord. Elle a été habitée par la tribu des Élimiotes (en grec ancien Ἐλιμιῶται / Elimiôtai) avec pour capitale Aiani.
Elle perd son indépendance en étant intégrée au royaume argéade en 355 av. J.-C. sous Philippe II qui épouse Phila, la sœur de Derdas III, le dernier archonte de l'Élimée.

## Archontes d'Élimée
- Arrhidée (né avant 513 av. J.-C.) ;
- Derdas Ier (435 à 505) ;
- Sirras (437 à 390) ;
- Derdas II (385 à 360) ;
- Derdas III (360 à 355).

## Personnalités notables
Au cours du IVe siècle av. J.-C., l'Élimée a offert au royaume argéade des officiers de premier ordre, parmi les suivants : 
- peut-être Antigone le Borgne
- Harpale
- Coénos
- Calas
- Polémocrate
- Philippe